# Łaniec (Wronin)
Łaniec – część wsi Wronin w Polsce, położona w województwie opolskim, w powiecie kędzierzyńsko-kozielskim, w gminie Polska Cerekiew.
W latach 1975–1998 Łaniec administracyjnie należał do ówczesnego województwa opolskiego.